# Palestina en los Juegos Olímpicos de Sídney 2000
Palestina estuvo representada en los Juegos Olímpicos de Sídney 2000 por dos deportistas, un hombre y una mujer, que compitieron en dos deportes.
El portador de la bandera en la ceremonia de apertura fue el atleta Rami Al-Deeb. El equipo olímpico palestino no obtuvo ninguna medalla en estos Juegos.